# Berlin, Alexanderplatz (televíziós sorozat, 1980)
A Berlin, Alexanderplatz 1980-ben bemutatott német televíziós sorozat Alfred Döblin azonos című művének adaptációja Rainer Werner Fassbinder rendezésében. Magyarországon az MTV1 mutatta be 1992. május 8-án.

## Szereplők
| Színész              | Szerep                 | Magyar hang       |
| -------------------- | ---------------------- | ----------------- |
| Günter Lamprecht     | Franz Biberkopf        | Haumann Péter     |
| Elisabeth Trissenaar | Lina                   | Györgyi Anna      |
| Karin Baal           | Minna                  | Moór Marianna     |
| Franz Buchrieser     | Gottfried Meck         | Rajhona Ádám      |
| Peter Kollek         | Nachum                 | Kézdy György      |
| Claus Holm           | Max                    |                   |
| Hanna Schygulla      | Eva                    | Détár Enikő       |
| Brigitte Mira        | Bastné                 | Tábori Nóra       |
| Roger Fritz          | Herbert Virchow        |                   |
| Gottfried John       | Reinhold Hoffmann      | Sörös Sándor      |
| Barbara Sukowa       | Emilie "Mici" Karsunke | Für Anikó         |
| Günther Kaufmann     | Theo                   |                   |
| Axel Bauer           | Dreske                 | Komlós András     |
| Gerhard Zwerenz      | Baumann                | Dobránszky Zoltán |
| Annemarie Düringer   | Cilly                  | Igó Éva           |
| Ivan Desny           | Pums                   | Makay Sándor      |

## Epizódok
| #   | Cím | Rendező                  | Író                      | Premier                               |
| --- | --- | ------------------------ | ------------------------ | ------------------------------------- |
| 1.  | Kezdődik a bűntetés (Die Strafe beginnt) | Rainer Werner Fassbinder | Rainer Werner Fassbinder | 1980. október 12. 1992. május 8.      |
| 2.  | Hogyan éljen az ember, ha nem akar elpusztulni? (Wie soll man leben, wenn man nicht sterben will)                                           | Rainer Werner Fassbinder | Rainer Werner Fassbinder | 1980. október 13. 1992. május 15.     |
| 3.  | Egy fejbe verés néha a lelket sebzi meg (Ein Hammer auf den Kopf kann die Seele verletzen)                                                  | Rainer Werner Fassbinder | Rainer Werner Fassbinder | 1980. október 20. 1992. május 23.     |
| 4.  | Egy maroknyi ember, a csend mélyén (Eine Handvoll Menschen in der Tiefe der Stille)                                                         | Rainer Werner Fassbinder | Rainer Werner Fassbinder | 1980. október 27. 1992. május 29.     |
| 5.  | Egy kaszás a Jóisten hatalmával (Ein Schnitter mit der Gewalt vom lieben Gott)                                                              | Rainer Werner Fassbinder | Rainer Werner Fassbinder | 1980. november 3. 1992. június 6.     |
| 6.  | Egy szívesség, az mindig sokba kerül (Eine Liebe, das kostet immer viel)                                                                    | Rainer Werner Fassbinder | Rainer Werner Fassbinder | 1980. november 10. 1992. június 12.   |
| 7.  | Jegyezd meg: egy esküt le lehet amputálni (Merke: Einen Schwur kann man amputieren)                                                         | Rainer Werner Fassbinder | Rainer Werner Fassbinder | 1980. november 17. 1992. június 20.   |
| 8.  | A nap melengeti bőrünket, és néha leégeti (Die Sonne wärmt die Haut, die sie manchmal verbrennt)                                            | Rainer Werner Fassbinder | Rainer Werner Fassbinder | 1980. november 24. 1992. június 27.   |
| 9.  | A sokak és a kevesek közti örökkévaló dolgokról (Von den Ewigkeiten zwischen den Vielen und den Wenigen)                                    | Rainer Werner Fassbinder | Rainer Werner Fassbinder | 1980. december 1. 1992. július 4.     |
| 10. | A magányosság még a falakban is repedéseket hasít (Einsamkeit reißt auch in Mauern Risse des Irrsinns)                                      | Rainer Werner Fassbinder | Rainer Werner Fassbinder | 1980. december 8. 1992. július 11.    |
| 11. | A tudás hatalom és ki korán kel, aranyat lel (Wissen ist Macht und Morgenstund hat Gold im Mund)                                            | Rainer Werner Fassbinder | Rainer Werner Fassbinder | 1980. december 15. 1992. július 17.   |
| 12. | A kígyó a kígyó lelkében (Die Schlange in der Seele der Schlange)                                                                           | Rainer Werner Fassbinder | Rainer Werner Fassbinder | 1980. december 22. 1992. július 24.   |
| 13. | A külső és a belső, és a titoktól való félelem (Das Äußere und das Innere und das Geheimnis der Angst vor dem Geheimnis)                    | Rainer Werner Fassbinder | Rainer Werner Fassbinder | 1980. december 29. 1992. július 30.   |
| 14. | Epilógus: Az én álmom - Afred Döblin Franz Biberkopfjának álmáról (Mein Traum vom Traum des Franz Biberkopf von Alfred Döblin - Ein Epilog) | Rainer Werner Fassbinder | Rainer Werner Fassbinder | 1980. december 29. 1992. augusztus 7. |

## Fordítás
- Ez a szócikk részben vagy egészben  a   Berlin Alexanderplatz (Fernsehverfilmung) című német Wikipédia-szócikk fordításán alapul.  Az eredeti cikk szerkesztőit annak laptörténete sorolja fel. Ez a jelzés csupán a megfogalmazás eredetét és a szerzői jogokat jelzi, nem szolgál a cikkben szereplő információk forrásmegjelöléseként.